# Сульфат аммония
Сульфа́т аммо́ния (аммоний серноки́слый, лат. ammonii sulfas), (NH4)2SO4 — неорганическое бинарное соединение, аммонийная соль серной кислоты. Это бесцветные прозрачные кристаллы (или белый порошок) без запаха. Получают сульфат аммония действием серной кислоты на раствор аммиака и обменными реакциями с другими солями. Применяется в качестве удобрения, при производстве вискозы, в пищевой промышленности, при очистке белков в биохимии, в качестве добавки при хлорировании водопроводной воды. Токсичность сульфата аммония очень низкая.

## Физические свойства
Чистый сульфат аммония — бесцветные прозрачные кристаллы, в измельчённом виде — белый порошок. Запаха не имеет. Гигроскопичность невысокая.
Образует кристаллы ромбической сингонии, пространственная группа Pnma, параметры ячейки a = 0,7782 нм, b = 0,5993 нм, c = 1,0636 нм, Z = 4.
Плотность (при 20 °C) — 1,766 г/см3.
Растворимость в воде (г/100 мл):
- 70,1 (0 °C)
- 72,7 (10 °C)
- 75,4 (20 °C)
- 76,9 (25 °C)
- 78,1 (30 °C)
- 81,2 (40 °C)
- 84,3 (50 °C)
- 87,4 (60 °C)
- 94,1 (80 °C)
- 102 (100 °C).

Растворимость в других растворителях (г/100 г):
- муравьиная кислота 95 %: 25,4 (16,5 °C);
- ацетон: нерастворим;
- этанол: нерастворим;
- диэтиловый эфир: нерастворим.

Сульфат аммония с солями некоторых других металлов (алюминий, железо и прочие) образует двойные соли, например алюмоаммиачные квасцы, соль Мора.

## Химические свойства
При нагревании до 147 °С сульфат аммония разлагается на соответствующий гидросульфат NH4HSO4 и аммиак по схеме:
{\displaystyle {\mathsf {(NH_{4})_{2}SO_{4}\rightarrow NH_{4}HSO_{4}+NH_{3}\uparrow }}}.
При повышении температуры выше 500 °С гидросульфат аммония кипит с разложением на серный ангидрид, аммиак и воду:
{\displaystyle {\mathsf {NH_{4}HSO_{4}\ \xrightarrow {>500^{o}C} \ NH_{3}\uparrow +SO_{3}\uparrow +H_{2}O\uparrow }}}.
Сульфат аммония окисляется до молекулярного азота или оксида азота (I) сильными окислителями, например перманганатом калия, азотистой кислотой, азотной кислотой, нитритами, нитратами и смесью оксида азота (II) и оксида азота (IV):
{\displaystyle {\mathsf {(NH_{4})_{2}SO_{4}+2KMnO_{4}\longrightarrow 2MnO_{2}\downarrow +K_{2}SO_{4}+N_{2}\uparrow +4H_{2}O}}}
{\displaystyle {\mathsf {(NH_{4})_{2}SO_{4}+2HNO_{2}\ \xrightarrow {+70^{o}C} 2N_{2}\uparrow +H_{2}SO_{4}+4H_{2}O}}}
{\displaystyle {\mathsf {(NH_{4})_{2}SO_{4}+HNO_{2}\ \xrightarrow {+70^{o}C} N_{2}\uparrow +NH_{4}HSO_{4}+2H_{2}O}}}
{\displaystyle {\mathsf {(NH_{4})_{2}SO_{4}+NO+NO_{2}\ \xrightarrow {+70^{o}C} 2N_{2}\uparrow +H_{2}SO_{4}+3H_{2}O}}}
{\displaystyle {\mathsf {2(NH_{4})_{2}SO_{4}+NO+NO_{2}\ \xrightarrow {+70^{o}C} 2N_{2}\uparrow +2NH_{4}HSO_{4}+3H_{2}O}}}
{\displaystyle {\mathsf {(NH_{4})_{2}SO_{4}+HNO_{3}\ \xrightarrow {+190^{o}C,p} N_{2}O\uparrow +NH_{4}HSO_{4}+2H_{2}O}}}
{\displaystyle {\mathsf {(NH_{4})_{2}SO_{4}+2NaNO_{2}\ \xrightarrow {+70^{o}C} 2N_{2}\uparrow +Na_{2}SO_{4}+4H_{2}O}}}
{\displaystyle {\mathsf {(NH_{4})_{2}SO_{4}+2NaNO_{3}\ \xrightarrow {+190^{o}C} 2N_{2}O\uparrow +Na_{2}SO_{4}+4H_{2}O}}}

## Получение
В лаборатории получают действием концентрированной серной кислоты на концентрированный раствор аммиака.
{\displaystyle {\mathsf {2NH_{3}+H_{2}SO_{4}\rightarrow (NH_{4})_{2}SO_{4}}}}
Эту реакцию, как и все другие реакции взаимодействия аммиака с кислотами, проводят в приборе для получения растворимых веществ в твёрдом виде.
Среди основных способов получения сульфата аммония, которые наиболее часто используются в химической промышленности, имеются следующие: процесс нейтрализации серной кислоты синтетическим аммиаком; использование аммиака из газа коксовых печей для его химической реакции с серной кислотой; получение в результате обработки гипса растворами карбоната аммония; получение при переработке отходов, остающихся после производства капролактама. Вместе с тем имеются и другие способы производства сульфата аммония, например, получение этого вещества из дымовых газов электростанций и сернокислотных заводов. Для этого в горячие газы вводят газообразный аммиак, который связывает имеющиеся в газе окислы серы в различные соли аммония, в том числе и в сульфат аммония.

## Очистка
Технический сульфат аммония часто загрязнён сульфатом железа. Избавиться от него простой перекристаллизацией невозможно, поскольку соли железа сокристаллизуются с сульфатом аммония, образуя двойную соль Мора.
Согласно Карякину, для очистки препарата 150 г его растворяют в 260 мл дистиллированной воды, нагревают до кипения, прибавляют 1—2 г пероксодисульфата аммония и кипятят до полного окисления железа(II) в железо(III). Полноту окисления необходимо проверить прибавлением к отфильтрованной пробе раствора гексацианоферрата(III) калия (красной кровяной соли) — синее окрашивание пробы указывает на неполноту окисления железа, в таком случае процесс очистки следует повторить.
После перехода всего железа в трёхвалентное к раствору следует прибавить крепкий раствор аммиака до сильно щелочной реакции и отфильтровать. Полученный раствор упарить до консистенции жидкой кристаллической кашицы и дать охладиться до комнатной температуры. Кристаллы отсосать на воронке Бюхнера и промыть несколько раз дистиллированной водой.
В полученном реактиве может содержаться до 0,2 % сульфата кальция, который отделить никак не удастся.

## Применение
Сульфат аммония широко применяется как азотное-серное минеральное удобрение (в РФ — по ГОСТ-9097-82) в легкоусвояемой форме, не содержащей NO3--групп и не едкое, его можно применять в любое время года. Содержит 21 % азота и 24 % серы (учитывается в агрономии как 60% SO3). Подкисляет почву.
Также используется в производстве вискозного волокна как компонент осадительной ванны.
В биохимии переосаждение сульфатом аммония является общим методом очистки белков.
В пищевой промышленности зарегистрирован в качестве пищевой добавки E517.
Сульфат аммония используется в технологии хлорирования воды с аммонизацией — его вводят в обрабатываемую воду за несколько секунд до хлора. С хлором он образует хлорамины, связывая свободный хлор, благодаря чему значительно сокращается образование хлорорганики, вредной для организма человека, сокращается расход хлора, уменьшается коррозия труб водопровода.
Сульфат аммония является компонентом порошковых огнетушителей и огнезащитных средств.
Кроме того, находит применение при получении марганца электролизом, в производстве аммониево-алюминиевых квасцов, корунда. Добавляется к стекольной шихте для улучшения её плавкости.
Также раствор сульфата аммония является основным действующим веществом при электроплазменной полировке нержавеющей стали.

## Воздействие на человека
Сульфат аммония признаётся безопасным для человека и используется в качестве пищевой добавки в России, Украине и в странах ЕС. Сульфат аммония используется в качестве заменителя соли и носит название пищевой добавки Е517. В пищевой индустрии добавка сульфат аммония выступает в роли улучшителя качества муки и хлебобулочных изделий, увеличивая также их объём, является питанием для дрожжевых культур, применяется как стабилизатор и эмульгатор.